# Abergement-la-Ronce
Abergement-la-Ronce è un comune francese di 774 abitanti situato nel dipartimento del Giura nella regione della Borgogna-Franca Contea.
Ospita nel suo territorio, al confine con il comune di Tavaux, impianti chimici della compagnia Solvay.

## Società

### Evoluzione demografica
Abitanti censiti